# 야요이정
2005년 3월 3일에, 사이키시와 미나미아마베군 5정 3촌이 홉수합병해 사이키시가 되어, 자치체로서는 폐지되었다.
야요이정(弥生町)은 오이타현 남동부에 있던 미나미아마베군의 정이다. 

## 역사
- 1956년 2월 1일 - 3촌이 합병해 쇼와촌이 되었다.
- 1957년 4월 1일 - 야요이촌으로 개칭되었다.
- 1966년 2월 1일 - 정으로 승격해 야요이정이 되었다.
- 2005년 3월 3일 - 사이키시와 미나미아마베군 5정 3촌이 홉수합병해 사이키시가 되어, 자치체로서는 폐지되었다.

## 기업
- 마르미야 스토어
- 아라마트 야요이점

### 편의점
- 훼미리마트 - 사에키 야요이점
- 로손 - 사에키 야요이점
- 데일리 야마자키 - 사에키 야요이점
- 세븐 일레븐 - 사에키 야요이점

## 교통

### 철도
- 규슈 여객철도 닛포 본선

### 도로
- 국도 10호선
- 국도 217호선